# The Black Angels
The Black Angels — американская психоделическая рок-группа из Остина, штат Техас. Они сформировались в мае 2004 года и взяли название от песни The Velvet Underground The Black Angel’s Death Song. Помимо названия группы, Velvet Underground также упоминается в логотипе, который является высококонтрастным негативным изображением Нико. The Black Angels выпустили шесть студийных альбомов и два сборника. Их музыка часто используется в различных фильмах и сериалах.

## История

### Ранние годы (2004—2005)
Изначально с 2004 года группа выступала в мелких клубах.
Затем, в 2005 году The Black Angels выпустили двухдисковый сборник психоделической музыки под названием Psychedelica Vol. 1 на Northern Star Records. Это, вместе с растущей популярностью их страницы на MySpace, принесло группе известность на андеграундной сцене.

### PassoverиDirections to See a Ghost(2006—2009)
Дебютный альбом группы Passover, выпущенный в 2006 году, в целом был довольно хорошо принят андеграундным независимым рок-сообществом. Он отличался темными тонами и интересным лирическим содержанием. Passover содержал цитату во вкладыше Эдварда Мунка: «Болезнь, безумие и смерть — это черные ангелы, которые сторожили мою колыбель и сопровождали меня всю жизнь». Группа была представлена в саундтреке к фильму Кевина Бэкона 2007 года «Смертный приговор», во втором эпизоде сериала «Грань» и в девятом эпизоде «Блудливая Калифорния».
Они выпустили свой второй альбом Directions to See a Ghost в 2008 году. Песни из Directions to See a Ghost также были показаны в документальном фильме The History Channel 2009 года, "Мэнсон". Их песня Young Men Dead была представлена 17 марта 2010 года в выпуске UFC Primetime «Сен-Пьер против Харди». Young Men Dead также была включена в саундтрек к фильму «Искусство полета» 2011 года.
Группа выстапала на таких фестивалях как Lollapalooza 2007, SXSW 2006 & 2008, All Tomorrow’s Party 2008. Партнерами по туру были блюз-рок-группа The Black Keys, Black Rebel Motorcycle Club, The Warlocks, The Brian Jonestown Massacre, Queens of the Stone Age, The Raveonettes, Wolfmother и The Horrors.
С 28 октября по 2 ноября 2008 года группа выступала в качестве сопровождения Роки Эриксона на Западном побережье.

### Phosphene Dream,Indigo Meadow, иDeath Song(2010-2017)
Группа приняла участие в выпуске Unkle’s May 2010, Where Did the Night Fall, с песней Natural Selection.
С 23 по 25 апреля 2010 г. The Reverberation Appreciation Society и The Black Angels представили свой третий ежегодный фестиваль музыки и искусства Austin Psych Fest. Всего было 43 группы, среди которых: The Raveonettes, Pink Mountaintops, The Warlocks, The Gaslamp Killer, Warpaint, Night Beats и Silver Apples.
Третий альбом группы, Phosphene Dream, был выпущен 14 сентября 2010 года. Группа также выступила на музыкальном фестивале ATP New York 2010 в Монтиселло, штат Нью-Йорк, в сентябре 2010 года. В День музыкального магазина 2011 года был выпущен 12-дюймовый LP под названием Another Nice Pair, это было ограниченное издание первых двух EP группы. Из общего числа прессованных записей 100 были вставлены случайным образом с подписями участников группы: Алекса Мааса, Стефани Бейли, Кристиана Блэнда, Кайла Ханта и Нейта Райана.
4-й ежегодный фестиваль Austin Psych Fest проходил с 29 апреля по 1 мая 2011 года на электростанции Seaholm Powerplant (это последнее мероприятие, которое проводилось внутри здания). В нем участвовали Роки Эриксон, Spectrum, группа Омара Родригеса Лопеса, Atlas Sound, Black Moth Super Rainbow, Prefuse 73 и A Place To Bury Strangers. В сумме 55 групп приняло участие в фестивале.
Четвертый альбом группы, Indigo Meadow, был выпущен 2 апреля 2013 года, и в мае 2013 года они отправились в тур по Соединенным Штатам в поддержку альбома.

В феврале 2014 года The Black Angels сделали кавер на версию Soul Kitchen для A Psych Tribute to the Doors, выпущенную на Cleopatra Records.
7-й ежегодный Austin Psych Fest проходил со 2 по 4 мая 2014 года на ранчо Carson Creek рядом с рекой Колорадо и включал в себя выступление легендарной поп-группы 1960-х годов The Zombies, а также The Dandy Warhols и The Brian Jonestown Massacre. На фестивале присутствовали психоделическая фолк-группа Quilt, электронный дуэт Peaking Lights, Temples, Sleepy Sun, The War on Drugs, Loop, а также японская дрон-рок-группа Acid Mothers Temple. Во время выступления последней один из гитаристов поджег свою гитару.
22 июля 2014 года группа выпустила свой EP Clear Lake Forest.
В декабре 2014 года The Black Angels совместно с Sonic Jesus выпустили сплит-сингл под названием Molly Moves My Generation.
8-й ежегодный Austin Psych Fest, теперь переименованный в Levitation, проходил с 8 по 10 мая 2015 года в Carson Creek Ranch и представлял впечатляющий состав, включая редкое воссоединение в честь 50-летия новаторской техасской психоделической рок-группы The 13th Floor Elevators, The Flaming Lips, Tame Impala, The Jesus and Mary Chain, посвященный 20-летнему юбилею Psychocandy, Spiritualized, Primal Scream и Earth. Планировалось выступление Melody’s Echo Chamber и Rose Windows, но Rose Windows объявили о своем разрыве до начала мероприятия, а Melody’s Echo Chamber были вынуждены отменить выступления из-за проблем с перемещением на фестиваль.
Группа выпустила свой пятый альбом Death Song в апреле 2017 года. Альбом был высоко оценён критиками и назван их лучшей работой на тот момент.

### Live at Levitation(2018-наши дни)
26 марта 2021 года вышел альбом Live at levitation, который содержал композиции, исполненные на нескольких выступлениях на Austin Psych Fest (сейчас название фестиваля Levitation).
В мае 2021 года своих соц. сетях группа поделилась новостью о работе над новым альбомом, а также объявила дату следующего фестиваля Levitation, который пройдёт с 28 по 31 октября 2021 года в Остине.

## Участники группы

### Текущие[1]
- Стефани Бейли — барабаны, перкуссия
- Кристиан Бланд — гитара, орган
- Алекс Маас — вокал, бас-гитара, орган
- Кайл Хант — клавишные, перкуссия, бас-гитара, гитара
- Джейк Гарсия — гитара

### Бывшие[1]
- Нейт Райан — бас-гитара, гитара, иногда ударные
- Дженнифер Рейнс — клавишные, перкуссия
- Тодд Келлер — гитара

## Другие проекты
- The Viet Minh[20]
- Christian Bland & The Revelators[20]
- The UFO Club (Кристиан Бланд, Ли Блэквелл из Night Beats и другие)[21]
- Sweet Tea[22]
- Mien (Алекс Маас, Джон Марк Лэпэм из The Earlies, Риши Дхир из Elephant Stone и Том Фёрс (он же Том Коуэн) из The Horrors)[23]

## Дискография

### Альбомы
| Год  | Альбом                                                        | Позиция в чартах | Позиция в чартах | Позиция в чартах |
| Год  | Альбом                                                        | US               | FR               | UK               |
| ---- | ------------------------------------------------------------- | ---------------- | ---------------- | ---------------- |
| 2006 | Passover - Лейбл: Light in the Attic Records                  | —                | —                | —                |
| 2008 | Directions to See a Ghost - Лейбл: Light in the Attic Records | —                | 108              | —                |
| 2010 | Phosphene Dream - Лейбл: Blue Horizon                         | 52               | 52               | —                |
| 2013 | Indigo Meadow - Лейбл: Blue Horizon                           | 64               | 108              | —                |
| 2017 | Death Song - Лейбл: Partisan Records                          | 94               | 92               | 68               |
| 2021 | Live at Levitation - Лейбл: The Reverberation Society         | —                | —                | —                |

### Сборники
- Psychedelica Vol. 1 (Northern Star Records, 2004)
- Another Nice Pair (Light in the Attic Records, 2011)

### EPs
- The Black Angels (Light in the Attic Records, 2005)
- Black Angel Exit (Light in the Attic Records, 2008)
- Phosgene Nightmare (Blue Horizon, 2011)
- Clear Lake Forest (Blue Horizon, 2014)

### Синглы
- «The First Vietnamese War» b/w «Nine Years» (2006)
- «Better Off Alone» b/w «Yesterday Always Knows» (2007)
- «Doves» b/w «Drone in G# Major» (2008)
- «Telephone» (released August 3, 2010)
- «Watch Out Boy» b/w «I’d Rather Be Lonely» (2012)
- «Don’t Play With Guns» (2013)
- «Molly Moves My Generation» (2014)
- «Waterloo Waltz» (2015)
- «Currency» (2017)